# Nati nel 1317
| Questa pagina contiene informazioni ricavate automaticamente dalle voci biografiche con l'ausilio del template Bio e di un bot. L'aggiornamento è periodico e automatico e ricostruisce completamente la pagina. Se manca una persona in questa lista, sei pregato di non aggiungerla, ma accertati piuttosto che la sua voce biografica contenga il template Bio e che i dati anagrafici siano correttamente compilati. Se il template Bio manca, inseriscilo tu stesso o, in alternativa, metti l'avviso {{tmp\|Bio}} che ne segnala la mancanza. Se i dati riportati sono sbagliati, correggi direttamente la voce biografica; le modifiche saranno visibili in questa lista entro pochi giorni. Per chiarimenti vedi il progetto biografie. La lista contiene solo le 6 persone che sono citate nell'enciclopedia e per le quali è stato implementato correttamente il template Bio. Pagina aggiornata al 2 mar 2025. |

- 21 giugno - Cia Ordelaffi, nobile e condottiera italiana († 1381)
- Marcolino da Forlì, presbitero italiano († 1397)
- Giovanni d'Aragona, nobile († 1348)
- Costantino Dragaš, nobile bizantino († 1395)
- Eufemia di Svezia, nobile svedese
- Guillaume de la Jugée, cardinale francese († 1374)